# Rivière Judith
Rivière Judith är ett vattendrag i Kanada.   Det ligger i provinsen Québec, i den sydöstra delen av landet, 270 km öster om huvudstaden Ottawa. Rivière Judith ligger vid sjön Lac aux Outardes.
Omgivningarna runt Rivière Judith är en mosaik av jordbruksmark och naturlig växtlighet. Runt Rivière Judith är det ganska glesbefolkat, med 25 invånare per kvadratkilometer.